# 肴町通り (西尾市)

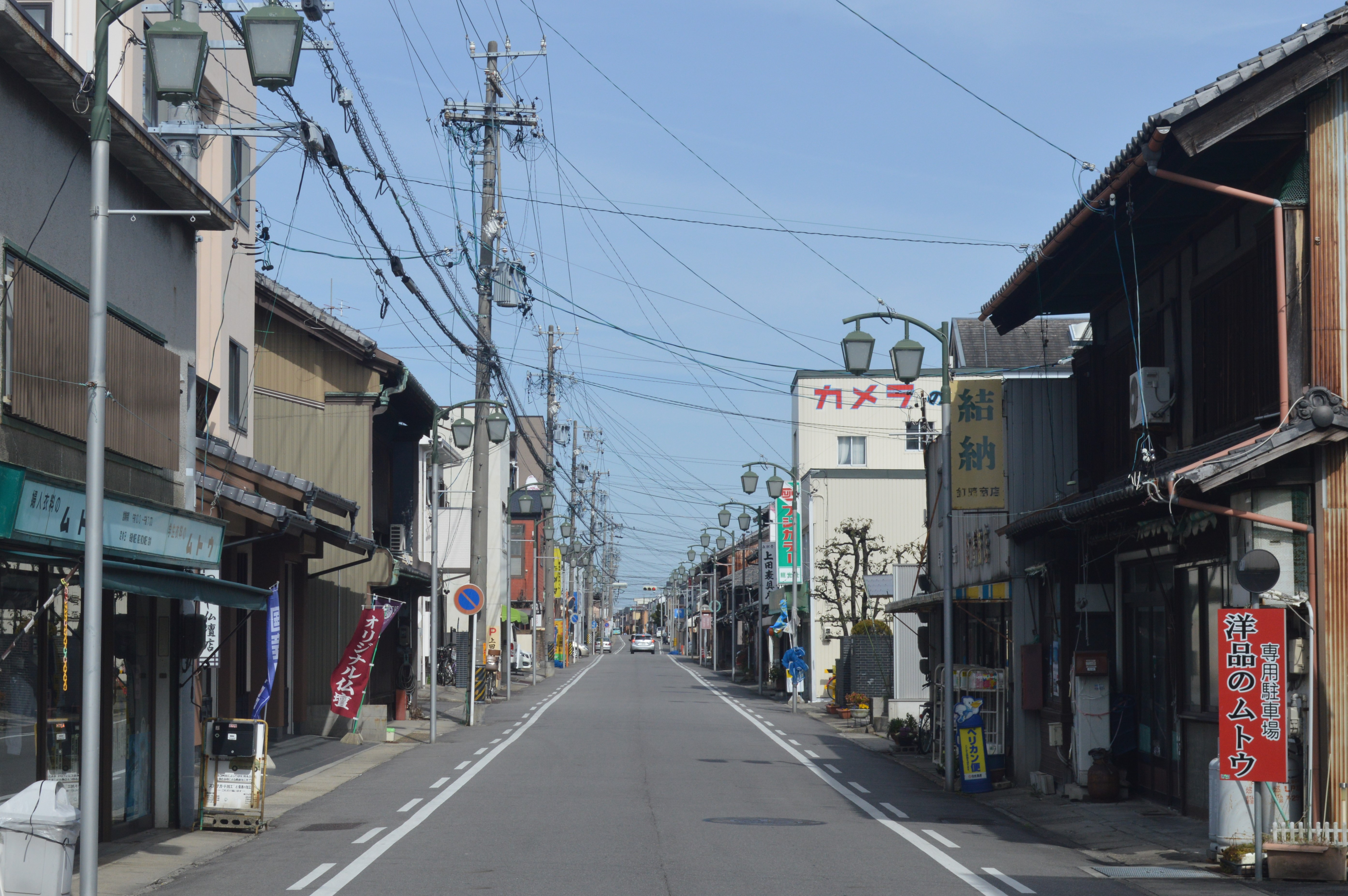
肴町通り

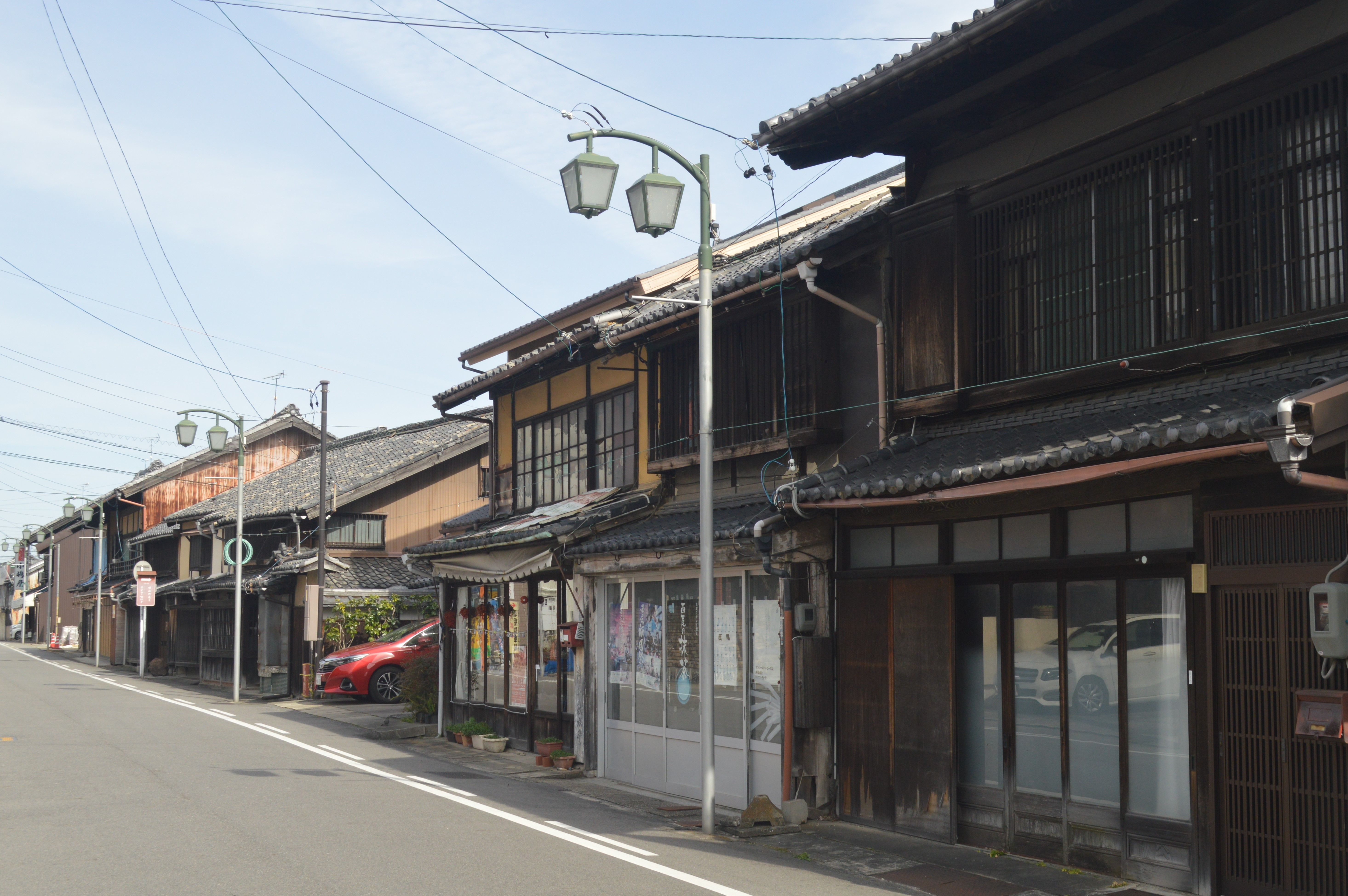
肴町通りの街並み

肴町通り（さかなまちどおり）とは、愛知県西尾市肴町を南北に通る西尾市の市道である。通り沿いには仏具店・呉服店・表具店・茶具店・陶器店・家電店などがある。

## 特色
南北に約200メートルの道路で、中町通り（西尾街道の一部）に平行し、その東側に位置する。「三河の小京都」と呼ばれる西尾の城下町の一角をなし、西尾街道や平坂街道などの地方を結ぶ大きな街道の合流点に位置するため、自ずと人の往来や物資の流通で栄えることとなった。「肴町」の地名が現れはじめたのは西尾藩藩主本多俊次の頃とされている。肴町通りは藩政時代に城内と武家屋敷を結ぶ、いわば廊下の役割を果たし、武家屋敷から近いこともあって、武士の日用品を取り扱う店が軒を連ねた。肴町通りで日用の消費生活を支えていたのである。

## 歴史
1928年（昭和3年）10月の道路改修により、3.6メートルだった道路幅員が7.2メートルに拡張された。特筆すべきは、この当時、愛知県下の郡部では唯一コンクリート舗装道路に改修されたことである。「肴町の市」には多くの買い物客であふれ、通りを埋めつくした。
商店街通りとしてかなりの賑わいをみせた肴町通りも、戦時中の物資統制により決定的なダメージを受けた。また後のモータリゼーションも人々を商店街から遠ざける影響を与えたことは看過できない。
現在、肴町通りを通行してみると、一部に古い建造物や仏壇店･呉服店等の商店が見られるが、いくつか住宅に変容しており、商店街としての印象はやや希薄化しつつある。ひっそりとした雰囲気に旧家の町屋建築が連なった景観である。順海町通り入口付近の町屋の2階には屋根神が祀られている。

## 肴町大名行列
- 江戸時代の正徳年間から西尾城下で行われている町人による大名行列の祭りで、但し、1924年（大正13年）から1929年（昭和4年）までの間は中断していた。1930年（昭和5年）に復活するも5年後の1935年（昭和10年）に再び中断。戦後の1947年（昭和22年）には再開し、以降毎年行われている伝統行事。1957年（昭和32年）に西尾市の無形文化財に指定された。

## 交通規制
- 全線にわたり自動車･原付は北方向へ一方通行。
- 駐停車禁止路側帯あり。歩道はない。

## 接続する路線
- 順海町通り（西尾市）
- 平坂街道（豊川市、蒲郡市、幸田町、西尾市）